# Neverské vévodství
Vévodství Nevers (francouzsky Duché de Nevers), do roku 1521 hrabství Nevers (francouzsky Comté de Nevers), bylo v období od 10. století hrabství závislé na Burgundsku a od roku 1521 vévodství ve střední Francii. Území se soustředilo se kolem města Nevers. Vévodství se stalo nedílnou součástí Francouzského království po anexi roku 1539 a začalo se také nazývat vévodstvím Nivernais (francouzsky Duché de Nivernais). Roku 1659 bylo vévodství zredukováno a přeměněno ve francouzskou provincii stejného jména.

## Historie

### Hrabství pod Burgundskem

Znak hraběte z Nevers a Auxerre

Hrabství vzniklo v průběhu 10. století osamostatněním se na Burgundském vévodství. Silné vazby na sousední Burgundsko navzdory tomu trvaly nadále, když titul hraběte z Nevers získal burgundský vévoda Jindřich, po nástupu Renaulda I. mělo hrabství Nevers vazby také na hrabství Auxerre.
Ve 14. století se hrabství dostalo pod vládu hraběte flanderského, odtud vedla cesta k burgundskému vévodovi Filipu Smělému z rodu Valois. Burgundští vévodové vytvořili z burgundských a vlámských států jednotné soustátí. Neverské hrabství se nepřímo zařadilo mezi země, které toto velké panství tvořily. S náhlým úmrtím burgundského vévody Karla Smělého v bitvě a bez zajištění dědice se začala personální unie v důsledku vleklých sporů o následnictví rozpadat a Nevers nakonec připadlo vévodům klévským. V roce 1521 bylo hrabství povýšeno na vévodství.

### Vévodství Francie

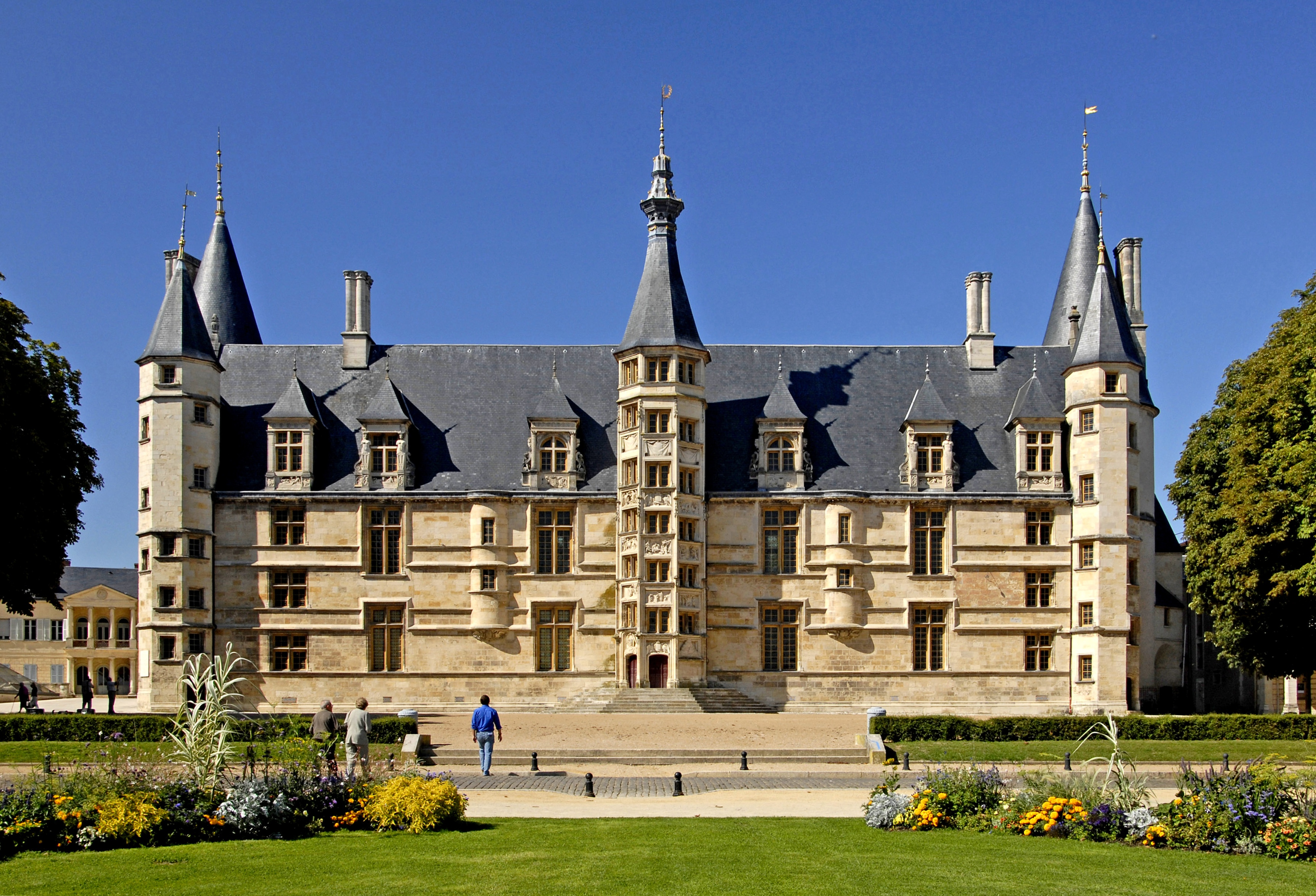
Vévodský palác v Nevers

Nevers se stalo vévodstvím roku 1521 a roku 1539 bylo anektováno sousední Francií. Stát vešel ve známost také jako vévodství Nivernais, když se ho ujal původem italský rod Gonzagů. Vévodou z Nivernais se stal Ludvík Gonzaga prostřednictvím sňatku s Henriettou Klévskou. Roku 1659 prodal Karel IV. Gonzaga svá vévodství Nevers a Rethel kardinálu Mazarinovi, přičemž vévodství bylo přeměněno v provincii a jeho územně zredukováno. Rod Mazarinů měl v držení provincii Nevers (Nivernais) až do francouzské revoluce (posledním vévodou byl diplomat Louis Jules Mancini-Mazarini, vévoda de Nevers).

## Symbolika

znaky vládnoucích dynastií:
rod Courtenay
hrabata z Nevers Burgundské dynastie
Bourbonsko-dampierrská dynastie
burgundská větev dynastie Valois
Klévsko-mark-neverská
Gonzagové
Mazarinové-mancini